# Erkennungszeuge
Ein Erkennungszeuge ist im deutschen Recht eine Person, die die Identität einer anderen Person (ohne amtlichen Lichtbildausweis) z. B. bei notariellen Vorgängen bestätigen kann.
Da die Identitätsfeststellung nach § 10 BeurkG Teil der Beurkundung ist, muss sich der Notar bei fehlendem Personalausweis oder Reisepass ggf. durch einen Erkennungszeugen von der Identität einer Person überzeugen. Die Feststellung, dass der Notar den Beteiligten kennt, stellt ein Aliud zur Legitimation durch Ausweise und Erkennungszeugen dar.
Als Erkennungszeugen sind in der Regel nur solche Personen geeignet, die der Notar selbst als zuverlässig kennt oder zu einem Beteiligten in näherer verwandtschaftlicher Beziehung stehen.